# Sibitrema poonui
Sibitrema poonui är en plattmaskart. Sibitrema poonui ingår i släktet Sibitrema och familjen Axinidae. Inga underarter finns listade i Catalogue of Life.